# Cyclemys
Cyclemys – rodzaj żółwi z rodziny batagurowatych (Geoemydidae).

## Zasięg występowania
Rodzaj obejmuje gatunki występujące w Azji (Indie, Nepal, Bhutan, Bangladesz, Mjanma, Laos, Wietnam, Kambodża, Tajlandia, Malezja, Singapur, Filipiny, Brunei i Indonezja). 

## Systematyka

### Etymologia
Cyclemys: gr. κυκλος kuklos „okrąg”; εμυς emus, εμυδος emudos „żółw wodny”.

### Podział systematyczny
Do rodzaju należą następujące gatunki:
- Cyclemys atripons Iverson & McCord, 1997
- Cyclemys dentata (J.E. Gray, 1831)
- Cyclemys enigmatica Fritz, Guicking, Auer, Sommer, Wink & Hundsdörfer, 2008
- Cyclemys fusca Fritz, Guicking, Auer, Sommer, Wink & Hundsdörfer, 2008
- Cyclemys gemeli Fritz, Guicking, Auer, Sommer, Wink & Hundsdörfer, 2008
- Cyclemys oldhamii J.E. Gray, 1863
- Cyclemys pulchristriata Fritz, Gaulke & Lehr, 1997